# アウディ・80
アウディ・80 (Audi 80) は、ドイツの自動車メーカーであるアウディがかつて生産していた乗用車である。

## 初代 B1系（1972年 - 1978年）
F103の後継として1972年8月に登場した。アウディが属するフォルクスワーゲングループの新世代の中型車として、翌1973年6月に登場する初代パサートのベースともなっている。
新設計の水冷直列4気筒SOHCエンジンを縦置き搭載し、前輪を駆動する。ルートヴィヒ・クラウスらによる簡潔なメカニズムとジョルジェット・ジウジアーロによる美しいスタイリングをもち、1973年のヨーロッパ・カー・オブ・ザ・イヤーにも選ばれた。
グレードは「80」、「80L」、「80S」、「80LS」、「80GL」の5種類で、1.3Lと1.5Lのエンジンに2ドアと4ドアがあり、1973年の第45回フランクフルトモーターショーで、1.6 L、100馬力のエンジンを搭載した高性能モデル、「80GT」が追加された。また、同ショーでは、カルマンのブースにおいて、80シリーズをベースにジウジアーロがデザインしたショーカー『アッソ・ディ・ピッケ』が展示された。強いウェッジフォルムの4座のクーペボディは内外装とも近未来的で、円筒状のインストルメント・パネルには各種情報がデジタル表示された。
日本には1973年夏から、正規輸入販売代理店のヤナセを通じて販売が開始された。正式輸入されたモデルは、4灯式ヘッドライトをもつ「80GL」グレード1種で、1.5 L、4ドア、右ハンドル仕様に限られた。価格は139.8万円で、当時最も安い輸入車のひとつであった。
1976年モデルからは、1.6 L Kジェトロニックインジェクション仕様エンジンの「GLE」が輸入され、50年排出ガス規制を通過した。これ以降、日本へ正式輸入される80シリーズは全車インジェクション仕様となった。
1977年モデルでマイナーチェンジを行い、後期型へ移行。上質感を醸し出すことでフォルクスワーゲンとの差別化を明確にすべく、第2世代のアウディ・100を踏襲した外観に変更された。日本へは「GLE」と「LE」の2つのグレードが正規輸入され、両者の外観の違いはフェンダーアーチのモールの有無程度だが、「LE」には2ドアも用意され、マニュアルトランスミッション(MT)を選ぶこともできた。価格は、「GLE」のオートマチックトランスミッション (AT) 版が299.8万円、2ドアの「LE」でも269.8万円となった。
一方、北米向けは「フォックス」と呼ばれ、ワゴンタイプのボディも用意された。この第1世代の80は110万3,800台が生産され、日本へは1万391台が正規輸入された。

## 2代目 B2系（1978年 - 1986年）
1978年9月にフルモデルチェンジ。デザイナーは初代と同じくイタルデザインのジウジアーロで、2ドアと4ドアの2種類が用意された。パサートとの姉妹車の関係は継続されるが、先代B1の「フォルクスワーゲンの派生モデル」という雰囲気を消し去った、上質感のある6ライトのクリーンなデザインとスペース効率の良さが特徴である。当時日本の小型車寸法上限を大幅に下回る全長と全幅にもかかわらず、486 Lのトランク容量を持つこととなった。
また、メーター周辺にライトなどのスイッチを集中させた、いわゆる「サテライトスイッチ」を導入した。なお、「サテライトスイッチ」はその後「100」や「90」も採用することになるほか、後継モデルにも採用されるなど、アウディらしさを表現するアイテムの1つとなった。
日本へは4ドアモデルを全年式に渡ってヤナセが輸入していた。左右両方のハンドル位置が用意され、日本仕様車だけの特徴として初期モデルには開閉可能な三角窓が存在していた（1981年モデルを以て廃止）。ベーシックグレードの「CL」と、メッキトリムやパワーウィンドウ、フォグランプなど内外装の装備を充実させた「GLE」が用意された。両グレードともに4気筒1.6Lエンジンを搭載していた。ただし、後席左右のシートベルトは3点式から2点式にダウングレードされている。
1980年、2ドアクーペボディの「クーペ」を発表。同時に北米市場で「4000」として販売を開始した。角型4灯ヘッドランプと当地の安全基準を満たす大型バンパー、専用デザインのアルミホイールが装着されていた。
1981年に4気筒は排気量1.6 Lから1.8 Lに換装され「CLE」と「GLE」の2グレードとなり、上級グレードの「GLE」には、ヘッドライトウォッシャーや間欠ワイパー、フロントフォグランプなどが標準装備となった。
1983年には4気筒に加え、直列5気筒の「GL5E」とその4WD版「quattro（クワトロ）」が投入された。なお、この際に日本国内は「CLE」と「GL5E」、「quattro」の3グレードとなった。「CLE」の装備はこれまでの「GLE」と同様のものに格上げされ、「GL5E」と「quattro」にはロナール製のアルミホイールが装着されるほか、フロントセクションがチンスポイラー化されるなど外観の差別化を行っている。
1985年にマイナーチェンジを実施し後期型へ移行。上級車種の「100」に倣い細部をフラッシュサーフェース化（突起や段差のない表面にすること）した結果、空気抵抗係数（cd値）の軽減に成功している。特にリア周りは大きく変更され、トランク開口部がバンパーレベルまで下げられ（従来はテールライトレベルである）かすかに角を立たせた結果、トランク容量が490 Lに増加した。
また前後バンパーやサイドモールなどからメッキトリムを減らし「100」同様のブラックのプラスチックに変更する他、「100」同様のフルカバーホイールキャップを導入するなど、細部のデザインを変更することで「100」と近いイメージを演出している。インテリアはダッシュボードのパッドとシートの素材を「100」同様のものに変更したが、外観ほどの変更は行われなかった。同時にグレード構成が「100」と同様に「CC」と「CD」とされた。また、四輪駆動の「80クワトロ」も台数限定で販売された。
後期型への移行と同時に、5気筒モデルは「90」として独立し、大型一体バンパーを装備するなどより高級感を増したデザインに改められた。従来の「クワトロ」も「90クワトロ」に格上げされた。
フォルクスワーゲンとの差別化に成功した上に多数の派生モデルを出したことで、1986年末に新型に移行するまでの8年間に前後期合わせて1,405,506台が生産され、それまでのアウディで最大のヒット作となった。

### エンジン
- 1.6 L 直4 SOHC、82馬力（初期のCL、GLE）
- 1.8 L 直4 SOHC、92馬力（CLE、GLE、後期型CC、後期クワトロ）
- 2.0 L 直5 SOHC、105馬力（GL5E、90）
- 2.2 L 直5 SOHC、120馬力（前期クワトロ、後期90クワトロ）

### 派生車種
アウディ・クーペ
80をベースとした2ドアクーペモデル。日本にも正規輸入された。
アウディ・クワトロ
クーペとシャーシーモノコックを共有する高性能モデル。画期的なフルタイム4WDシステムと、一クラス上の5気筒エンジンにターボチャージャーとインタークーラーを装備して搭載する。一般的には派生車種ではなく個別車種として扱われる。日本にも正規輸入されていた。

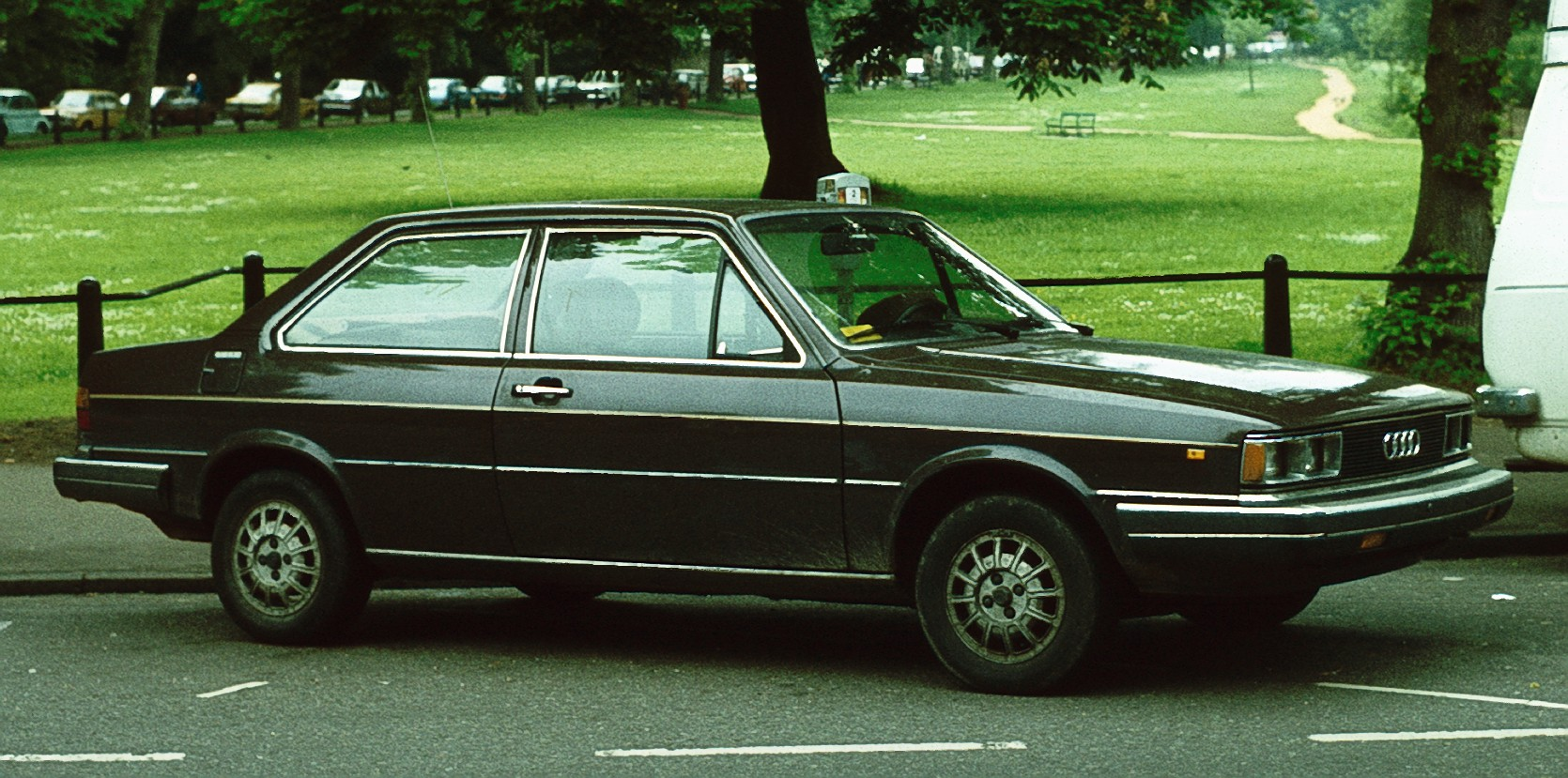
4000 2ドア（前期型）
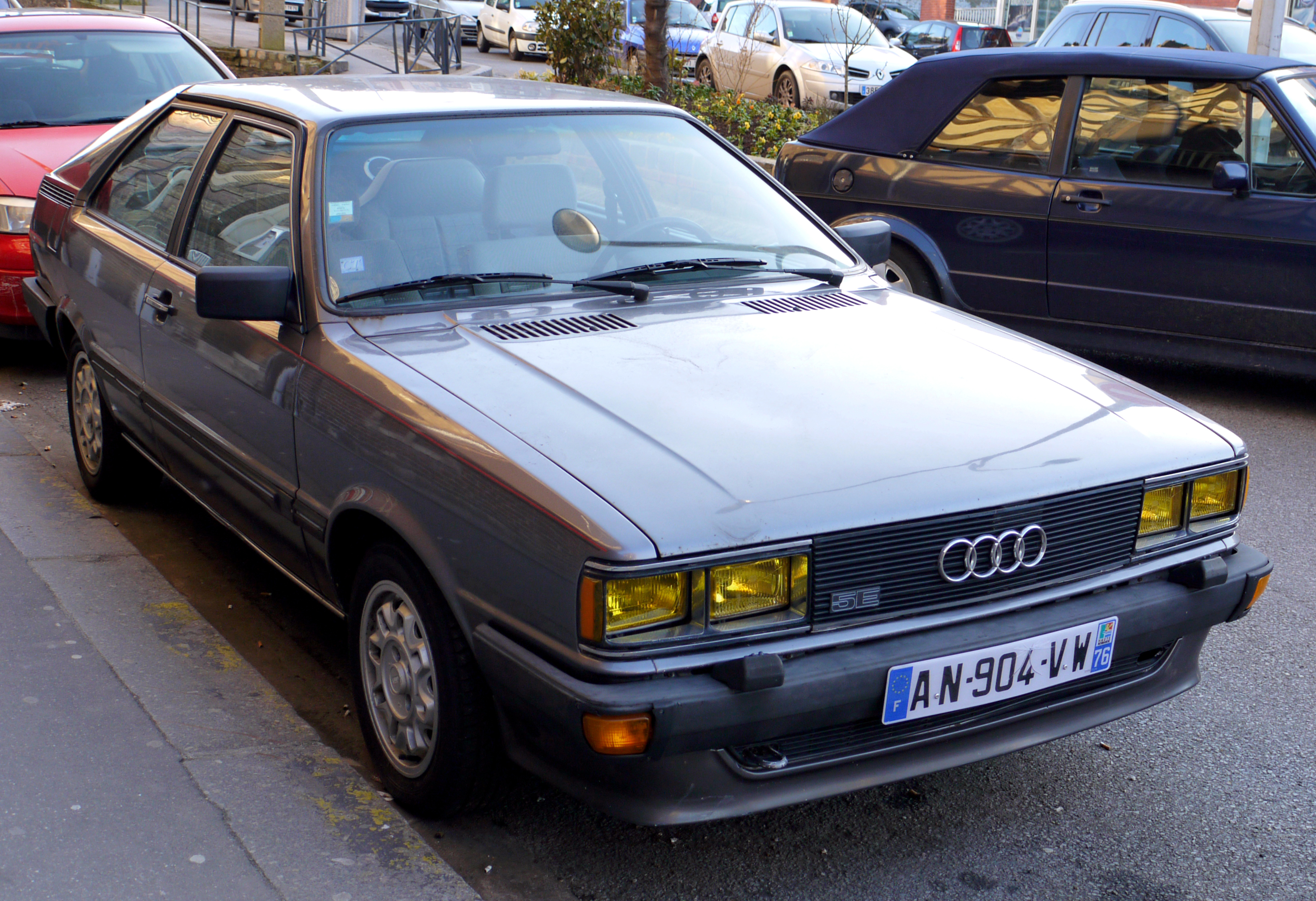
クーペ（前期型）
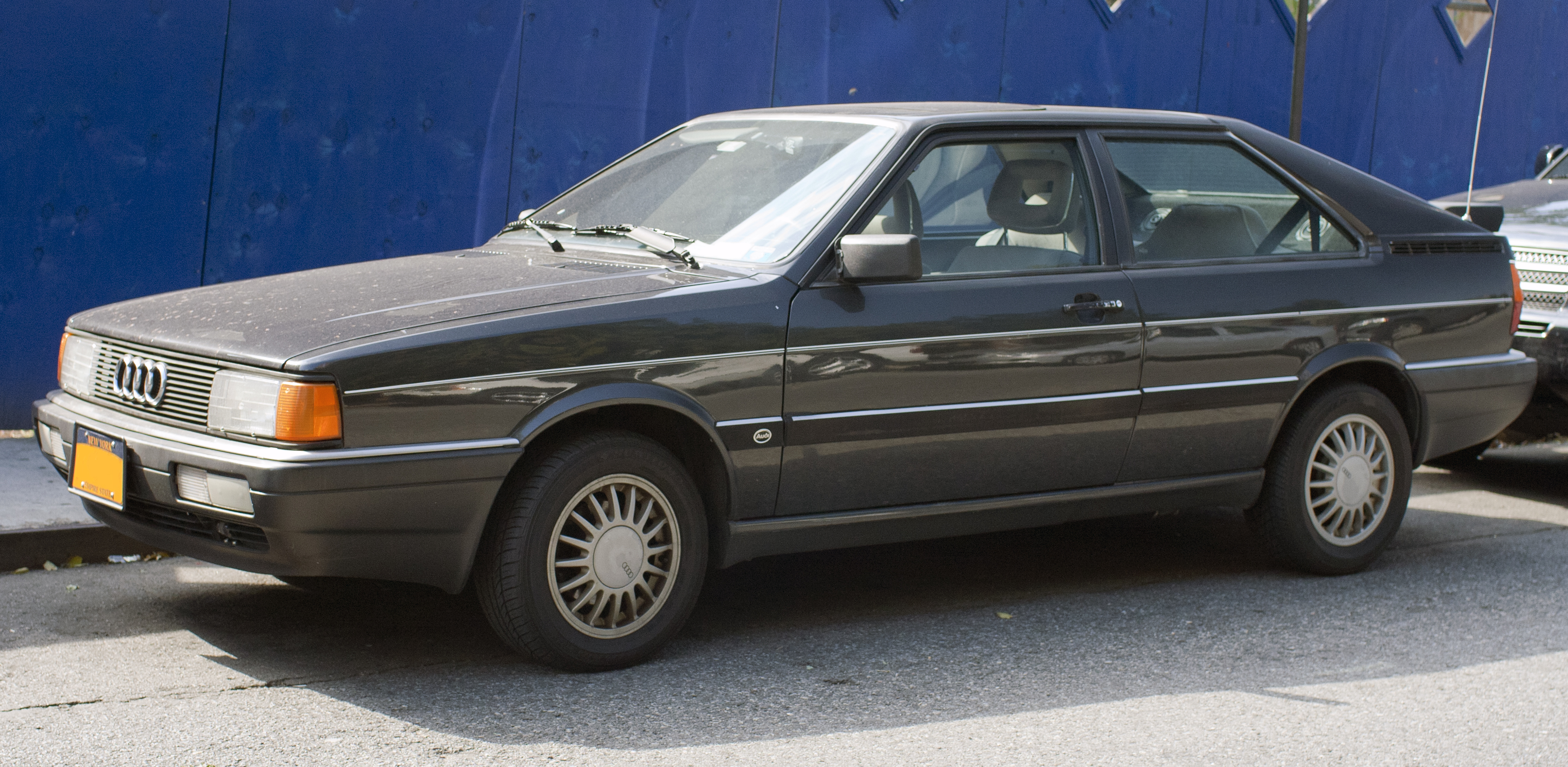
クーペ（後期型）
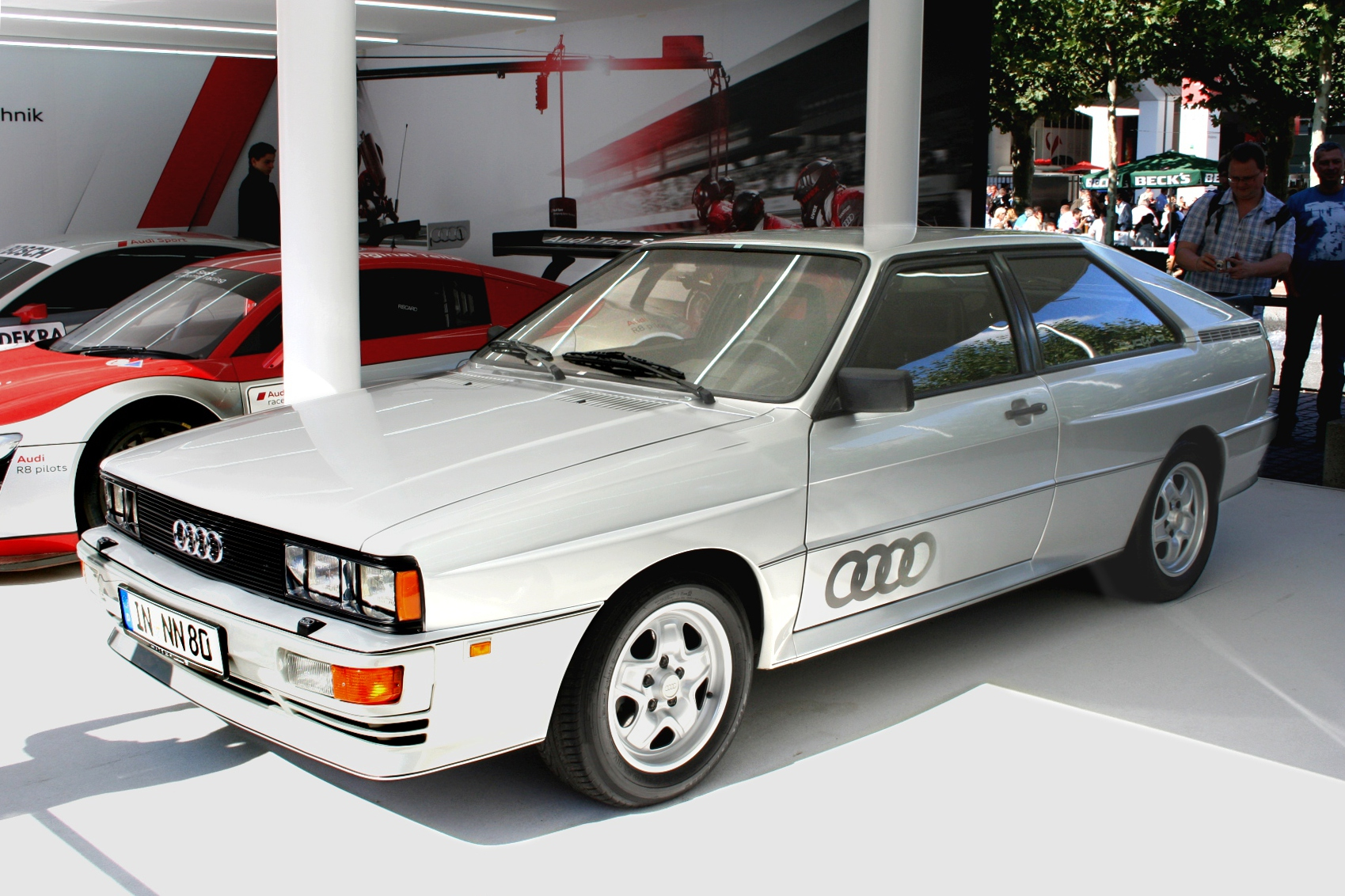
クワトロ（前期型）
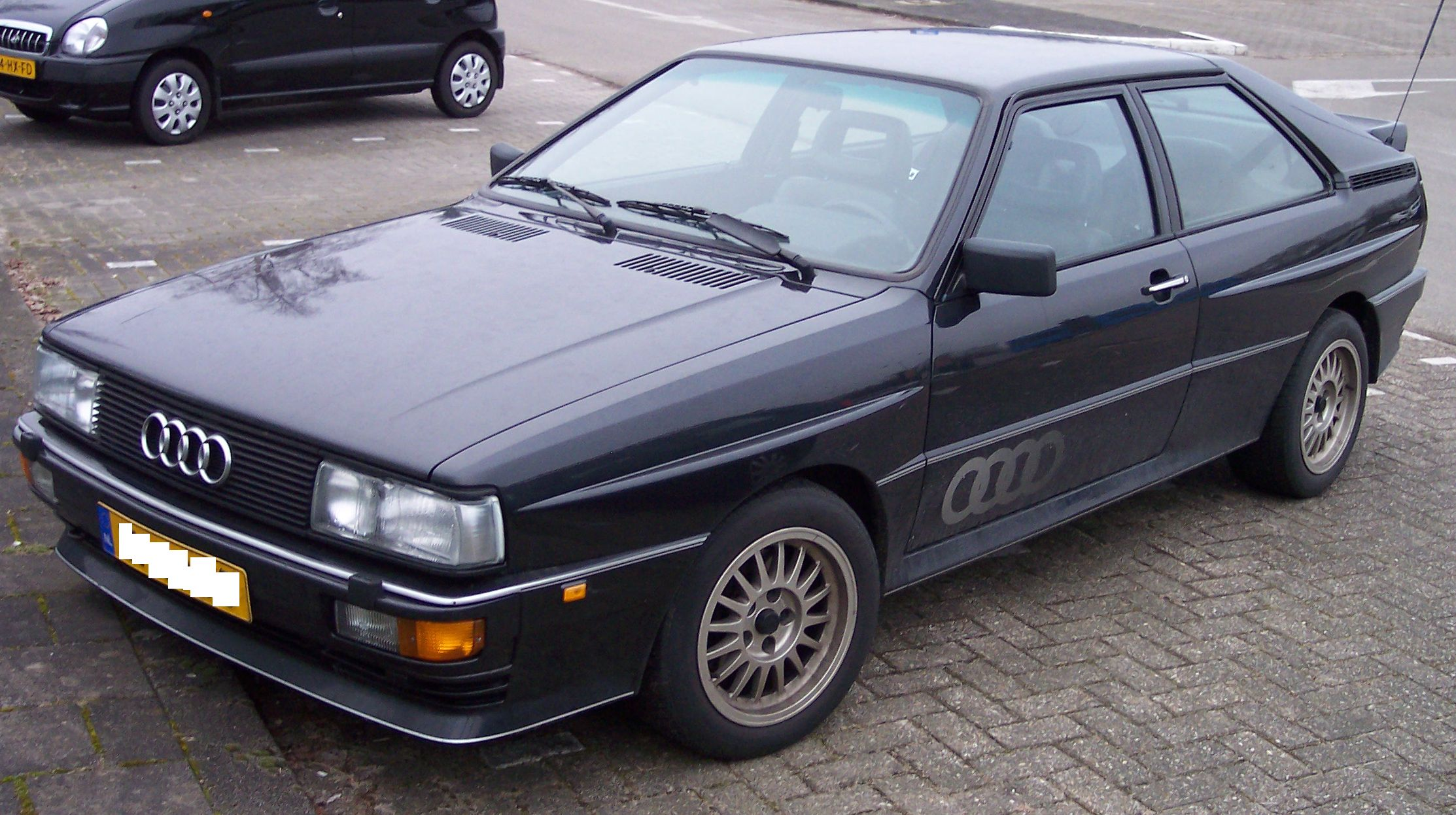
クワトロ（後期型）
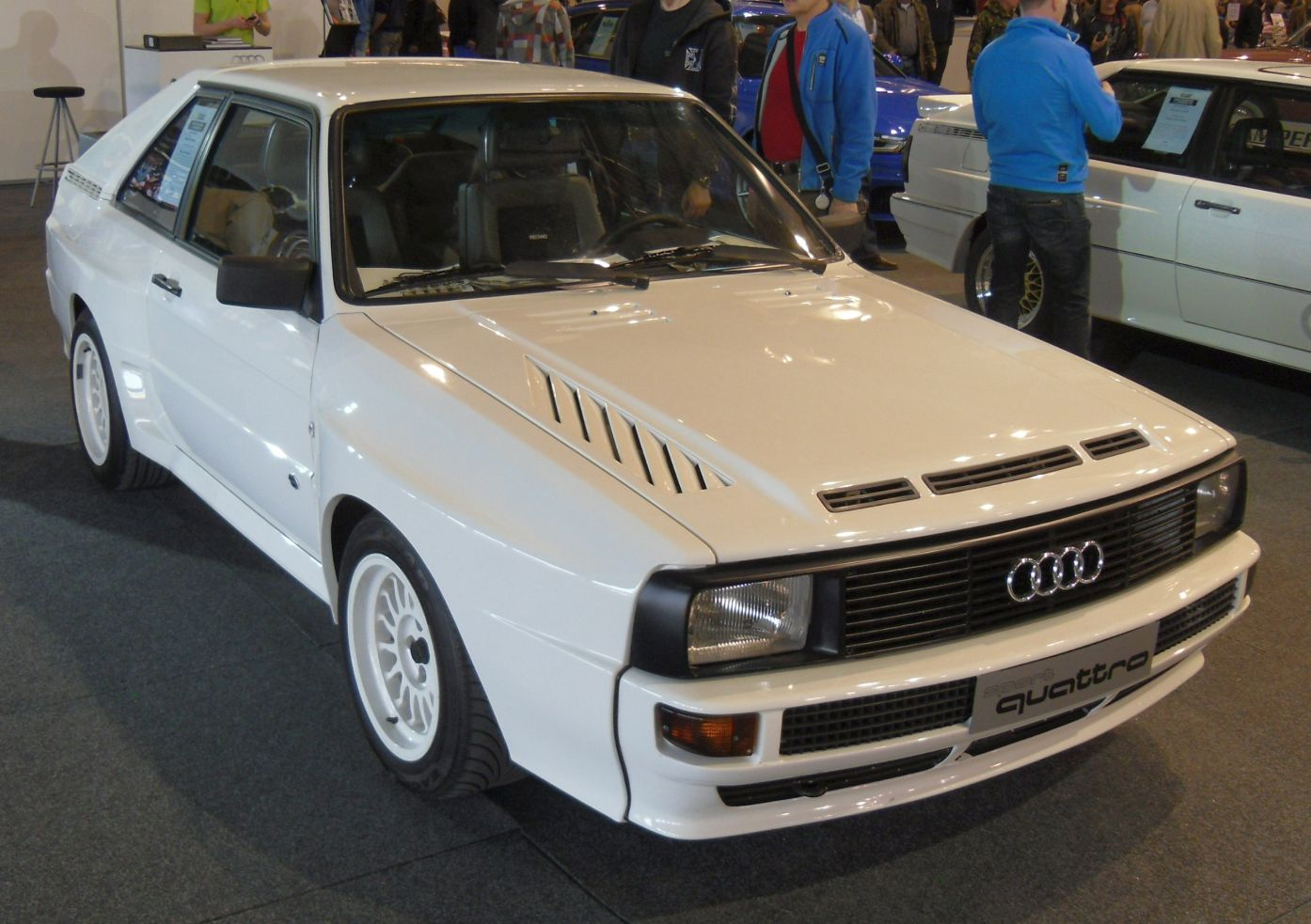
スポーツ・クワトロ

## 3代目 B3系（1986年 - 1991年）
1986年のパリ・サロンでデビュー。スタイリングは、ハルトムート・ヴァルクスらのアウディ社内デザインチームによるもので、1994年に登場するA4のチーフデザイナー、ペーター・シュライヤーも担当した。インゴルシュタットに新設された工場で生産された。
機構は基本的に先代B2のものを踏襲するが、パサートとの姉妹関係は解消された。ボディは一新され、細部までのフラッシュサーフェス化と4.5度強く傾斜したフロントガラスにより（『80年代輸入車のすべて』三栄書房、36頁参照）、「100」を超えるcd値0.29の空力特性をもつ。ボディ鋼板には、100%亜鉛メッキを施された。
トランクの荷室に入り込まない工夫されたヒンジや、ガイドピンにより開閉するドアウインドウ、90度近くまで開くドアなどが特徴。開発段階ではステーションワゴンタイプも計画されていたためか、トランク容量は2代目モデルよりも小さい。運転席からは、サテライトスイッチが姿を消し、ATにはスタッガードゲートが採用され、シフトレバーとブレーキペダルを連動させた安全機構が加わった。また、アウディ独自の乗員保護機構、プロコン-テンシステムが採用された。
4WDの機構に関しては、従来のかさ歯車（ベベルギア）に代わり、トルクセンシング能力をもつトルセンデフになった。これにより、状況に応じて前後のトルク配分を変化させることが可能になった。
トランクリッドにつく4輪マークは、1964年のアウトウニオンDKW・F102以来。当初、日本仕様のみの特注品であったが、のちに標準化され、現在のアウディ車まで続いている。
日本へは1987年6月よりヤナセから販売が開始された。当初、1.9 L、3速ATの1種で、ハンドルは左右とも用意され、価格は共に407万円だった。1987年夏からはスポーツシートやスポイラーを装備した「シュポルト」（3速AT）が追加。1988年モデルから待望の「80クワトロ」の導入が始まり、MT仕様のみで、価格は543万円。また、装備を簡素化した廉価版のヨーロッパ（381万円）が追加され、「シュポルト」は5速MT仕様に変更された。1988年夏には新型90シリーズが導入され、「2.3Eシュポルト」の単一グレードで価格は490万円。1989年モデルからは、80シリーズの排気量が2.0 Lに拡大され、90シリーズにはAT仕様が加わった。1990年モデルでは「90 2.3E」に右ハンドル仕様が設定され、「80クワトロ」の輸入が中止された。1990年夏には、ようやく「90クワトロ20V」の販売が開始された（569万円）。1991年3月には「クーペ20V」が導入され、613万円で発売された。さらに、80シリーズの日本国内販売10万台を記念して、特別仕様の「80ジーガー」（Sieger）が500台限定で販売された（395万円）。なお、Siegerとはドイツ語で「勝者」の意味。
この第3世代の80は、1991年末までに約5万1千台が日本国内で販売された。

### エンジン
- 1.9 L 直4 SOHC、110馬力（1.9E、同ヨーロッパ）
- 2.0 L 直4 SOHC、110馬力（2.0E、同ヨーロッパ、同シュポルト、クワトロ）
- 2.3 L 直5 SOHC、135馬力（90 2.3E、同シュポルト）
- 2.3 L 直5 DOHC、170馬力（90クワトロ）

## 4代目 B4系（1991年 - 1995年）
1991年デビュー。欧州市場では5気筒モデルが80に統合され、「90」の呼称は廃止された。その一方で、北米市場では逆に全モデルが90を名乗ることとなった。
先代B3系で不評だった点を改良するためにホイールベースを伸ばし、室内空間の拡大を行っている。トランク容量についても、安全上の対策で後部座席裏にあった燃料タンクをリアシート下側に位置変更しトランクスルーが可能となった。同時に荷室の容量も拡大し平らな状態に改善された。また、ワゴンボディのアバントが追加され、新たな客層を取り込むことに成功している。
先代B3系の機械制御3速ATから電子制御の4速ATへと変更され、ロックアップ機構も加わった。ATはエコノミーとスポーツの2ウェイで使用が可能となった。エンジンはB3系からのキャリーオーバーであるが、90の統合により5気筒エンジン搭載車が復活したほか、新たにV6エンジン搭載車も加わった。V6モデルはフラッグシップのアウディ・V8を意識した専用のフロントマスクを与えられた。
1994年、アバントをベースにポルシェとの協業で高性能化された「RS2」が登場した。
1995年、「A4」への移行により生産終了。80の名称は消滅した。

### エンジン
- 2.0 L 直4 SOHC、115馬力（2.0E）デジファント燃料噴射方式
- 2.3 L 直5 SOHC、130馬力（2.3E）
- 2.6 L V6 SOHC、150馬力（2.6E系）
- 2.8 L V6 SOHC、170馬力（2.8Eシュポルト、同アヴァント）